# 저탄소 녹색 성장
저탄소 녹색 성장(低炭素綠色成長, 영어: Low-carbon Green Growth)은 2008년 이명박 정부가 광복 60주년을 맞아 대한민국의 신(新) 성장동력으로 제시한 전략이다. 환경(Green)과 성장(Growth)이라는 두 가지 가치를 포괄하는 개념으로 녹색기술을 신성장동력으로 활용하여 경제와 산업구조를 고도화하고, 나아가 삶의 양식을 저탄소형으로 전환하는 방식의 성장을 의미한다. 당시 유엔이나 오바마 대통령 등이 범지구적으로 주창한 그린뉴딜을 차용했다.

## 추진 배경
2000년대 후반 들어 중화학공업 분야는 중국, 인도 등 신흥 개도국들에게 거센 추격을 받고 있었고, IT 등 첨단기술 분야도 시장을 확대하는데 한계가 있어 잠재 성장률이 점차 낮아지는 추세 속에 향후 한국 경제를 책임질 수 있는 새로운 성장동력의 모색이 필요하다는 지적이 나왔다.
한편, 기후변화협약에 따른 온실가스 배출 규제, 국제 환경규제 강화 등으로 환경을 중시하는 선진국과 경제개발을 중시하는 개도국 사이에 갈등의 골도 날로 깊어지고 있었다. 이 같은 환경분야의 여건 변화는 선진국으로의 변화를 꾀하는 우리 경제에도 큰 부담을 안기고 있었다.
이 같은 상황에서 2008년 출범한 이명박 정부는 향후 60년을 책임질 새로운 먹거리를 찾는 한편, 국제사회에서 대한민국의 글로벌 리더십을 강화시킬 방안을 동시에 고민했고, 그에 대한 해답으로 나온 것이 ‘저탄소 녹색성장’이었다.
녹색성장은 ‘환경과 경제성장은 서로 상충된다’는 고정관념을 깬 역발상에서 시작됐다. 신재생에너지 기술, 에너지 효율화 기술, 환경오염저감 기술 등 녹색기술을 새로운 성장동력으로 활용하여 우리 경제와 산업구조를 고도화시킨다는 전략이었다.
또한 한국은 전쟁을 겪고 개도국을 거쳐 선진국으로의 변화를 꾀한다는 점에서 선진국과 개도국 양측의 입장을 모두 이해할 수 있는 위치에 있었다. 따라서 선진국과 개도국 간의 갈등요인인 기후변화 문제에 대해 녹색성장 전략을 통해 한국이 중재자 역할을 할 수 있다면 글로벌 리더십을 확보하는데 큰 도움이 될 수 있었다.
2008년 8월 15일 이명박 대통령은 광복절 경축사에서 ‘저탄소 녹색성장’을 새로운 비전으로 선언했다. 한 달 뒤 글로벌 금융위기가 발생하자 이명박 정부는 재정정책을 통해 경제위기를 극복하는 방안으로 4대강 정비사업을 통한 수자원 인프라 구축, 신재생에너지 개발, 에너지 효율 개선, 녹색 교통망 확충, 그린카 보급과 이차전지사업 육성 등으로 구성된 그린뉴딜을 추진했다.
그린뉴딜은 최대 수출국 중국의 성장 등과 함께 한국이 글로벌 금융위기를 극복하는 밑거름이 되었고, 2009년 4월 런던 G20 정상회의에서 ‘한국의 그린뉴딜은 국제사회에 위기 극복을 위한 영감을 준다’는 평가를 받았다. 이후 이명박 정부는 대통령 직속 녹색성장위원회를 출범시키고 2009년 12월에는 세계 최초로 ‘저탄소 녹색성장 기본법’을 법제화했다.
2009년 6월 OECD 연례 각료이사회에서 녹색성장 선언문이 채택되면서 녹색성장은 국제적 의제로 본격화되기 시작했다. 이후 서울 G20 정상회의에서 ‘기후변화와 녹색성장’이 의제로 포함됐고, 2012년 멕시코 로스카보스 G20 정상회의에서도 녹색성장은 8대 핵심의제 중 하나로 채택됐다.
녹색성장이 글로벌 아키텍처로 자리잡기 위해서는 녹색성장을 위한 전략과 이를 뒷받침할 기술, 그리고 이를 지원한 재원이라는 세 가지 요소(Green Tringle)가 필수였다. 이를 위해 이명박 정부는 전략을 담당할 2010년 글로벌 녹색성장연구소(GGGI)를 국내에 설립했다. 기술을 담당할 녹색기술센터(GTC)도 설립했다.
2010년 12월 멕시코 칸쿤에서 열린 제16차 기후변화당사국총회(COP16)에서 녹색기후기금(GCF) 설립이 결정됐다. GCF는 온실가스 감축 등 개도국의 기후변화 대응 노력을 지원하기 위한 국제기금으로, 환경 분야의 월드뱅크라고 할 수 있으며, IMF에 버금가는 규모의 기금이 조성될 예정이다.
이명박 정부는 GCF를 유치하여 그린트라이앵글을 완성하기로 결정하고 유치경쟁에 뛰어들었다. 한국, 독일, 스위스, 멕시코, 폴란드, 나미비아 6개국이 뛰어든 유치전에서 한국은 2012년 GCF를 송도에 유치하는데 성공한다.

## 사업 내용
| 핵심 프로젝트                                  | 연계 사업                                                                                | 설명 |
| ---------------------------------------------- | ---------------------------------------------------------------------------------------- | --- |
| 4대강 살리기 및 주변 정비사업                  | 재해위험지구 정비, 클린코리아, 수변구역 녹색화                                           | 수해 예방, 수자원 확보, 수질 개선 및 녹색생활공간의 창조 등 4대강을 지역경제 활성화와 국가발전의 거점으로 활용     |
| 녹색 교통망 구축                               | 환승시설, 간선급행버스체계 및 전국 자전거도로 네트워크 구축                              | 자전거, 철도 등 저탄소 교통수단에 대한 투자확대와 대중교통과 다중이용시설을 연계ㆍ발전시켜 대중교통의 이용 활성화  |
| 녹색국가 정보인프라 구축                       | 국가 건물에너지통합관리시스템 구축, 전자문서 이용 활성화, 도로기반지하시설물 전산화 사업 | 미래 녹색국가 실현의 근간을 이루는 국토ㆍ에너지ㆍ수자원ㆍ건물 등 각종 기본정보를 체계적으로 일원화하는 DB를 구축   |
| 대체 수자원 확보 및 친환경 중소댐 건설         | 댐 건설업 해외진출, 해수담수화 기술개발, 하수처리수 재이용                               | 대체수자원을 우선 확보하고, 지역별 특성을 고려한 친환경 중소댐 건설 등을 통해 기상이변과 물부족 시대에 선제적 대비 |
| 그린카, 청정에너지 보급                        | 플러그인 하이브리드차 독자기술력 조기확보, 바이오에탄올 기술개발 및 시범보급             | 저탄소ㆍ에너지 고효율화 사업을 선도적으로 추진함으로써 자동차 및 에너지 산업의 경쟁력 확보                         |
| 자원재활용 확대                                | 바이오매스, 가축분뇨 자원화, 매립지 정비ㆍ개발                                           | 기후변화, 자원위기에 대응하기 위하여 폐기물자원, 바이오매스, 가축분뇨 등 폐자원의 에너지화 투자를 확대             |
| 산림 바이오매스 이용 활성화                    | 산림바이오매스 활용, 산림재해예방 및 훼손산림 복원, 농어촌 테마공원 조성                 | 탄소 흡수원 확대 조성을 통하여 기후변화에 대응하면서 녹색 일자리 창출 및 산림 가치 증진 도모                       |
| 에너지 절약형 그린 홈ㆍ오피스 및 그린스쿨 확산 | 공공부문 LED 교체, 그린 IT 기술 테스트베드 구축 및 그린홈 닥터 양성                      | 공공부문을 중심으로 에너지 고효율ㆍ친환경 건물 확대 보급                                                           |
| 쾌적한 녹색 생활공간의 조성                    | 건물 녹화, eco-road 조성, 유휴시설 재활용                                                | 국토ㆍ도시 공간구조를 탄소저감형으로 개편하고, 개발 및 운영비용을 절감할 수 있는 도심 재생사업 등 중장기사업 발굴  |

## 영향
이 정책의 영향을 받는 관련 기업들의 주가가 상승세를 나타내었다. 또한 IT 사업에 대해서는 전력 소비형 구조에서 이른바 '그린 IT' 기술 개발을 위해 2009년부터 5년간 5천억원을 투자했으며, 밴처 기업들도 관심을 보였다. 하지만 신중하게 추진해야 실효를 거둘 수 있다는 주장이 있다.

## 비판
96만개의 일자리는 대부분 단순 노무직이나 일용직 등 이른바 '질낮은 일자리'라는 지적이 있으며, 재원 조달 계획이 부실하거나, 통계 방식이 잘못되었다는 지적이 있다. 또 겉포장만 바꾼 중복 대책이라는 평가도 있다. 4대강 정비 사업 등이 포함되어 있는 것이 대표적인 사례이다. 그리고 토목 건설 계획 등을 겉치레만 녹색 뉴딜로 포장한다는 의견도 있다. 또한 4대강 정비 사업과 관련해 실시된 여론조사 결과에서 반대가 절반 이상으로 나타나자 결과를 숨긴 것에 대한 비판도 있다.

### 해명
기획재정부는 비판 중 몇가지는 다음과 같이 해명했다. 96%의 일자리가 질낮은 단순 생산직이라는 지적에 대해서는 "이번에는 전문직 일자리만 고려한 게 아니라 전체적인 일자리 숫자를 고려한 것"이라고 말했다. 이는 "인력을 산업과 직종별로 구분하도록 돼있는데 사업 단위로 구별하다 보니 해당 업무 담당자를 적절히 포함시킬 카테고리가 없어 발생한 문제다."라고 했다. 더불어 건설업 종사자를 따로 분류를 했더니 건설업 내에서도 전문기술 행정관리자 및 사무직 종사자 비율이 30.6%로 집계되었고, 재원 계획은 1월 말에서 2월 초에 확정할 것이라고 밝혔다.

## 같이 보기
- 4대강 정비 사업